# Biskopsvisitation

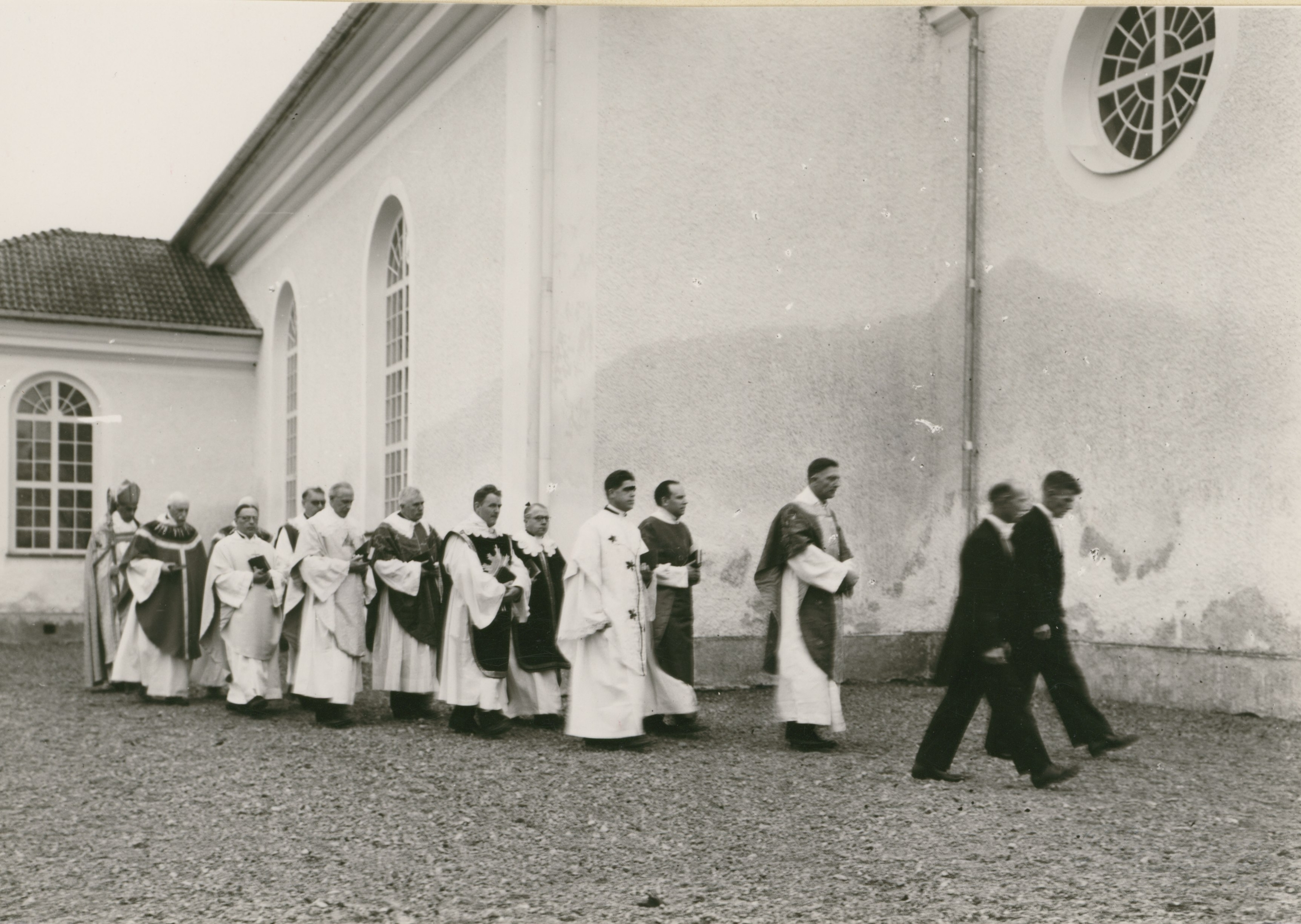
Biskopsvisitation i Bäckebo kyrka 28 oktober 1945. Längst bak går biskop Yngve Brilioth.

Biskopsvisitation är ett verktyg för en biskop i ett kristet samfund för att utöva tillsyn över församlingarna i biskopens ansvarsområde. Rätten, skyldigheten och innebörden av visitation är ofta reglerade i kanonisk lag, såsom i Romersk-katolska kyrkan och Engelska kyrkan, i kyrkoordningen som i Svenska kyrkan, eller med stöd i lagstiftning som är fallet i Evangelisk-lutherska kyrkan i Finland.

## Evangelisk-lutherska kyrkan i Finland
I Finlands kyrkolag regleras att biskopen övervakar församlingarna och prästerna i sitt stift. I kyrkoordningen förtydligas detta med att biskopen ska förrätta visitation i stiftets församlingar med regelbundna mellanrum. Den ska genomföras tillsammans med minst en ledamot av domkapitlet samt kontraktsprosten.
Visitationens omfattning och inriktning  planeras i samråd med församlingens kyrkoherde. Församlingens kyrkböcker, arkiv, förvaltning, egendom och ekonomi ska dock alltid granskas. Granskningen kan även inriktas så att den särskilt gäller ett visst församlingsorgans, en tjänsteinnehavares eller en förtroendevalds verksamhet.
I kyrkoordningen ges även utrymme för biskopen att delegera visitationen till domprosten, en prästassessor eller kontraktsprosten att förrätta visitation. Vad gäller granskningen av församlingens förvaltning och ekonomi kan biskopen även förordna att en lagfaren assessor förrättar visitationen, eller anlita sakkunniga biträden.
Visitationen dokumenteras i ett särskilt protokoll. Om det finns anmärkningar ska kyrkoråd eller församlingsråd vidta åtgärder baserat på visitationsprotokollet. Samma sak gäller vid visitation av en kyrklig samfällighet.
Kyrkan själv beskriver biskopsvisitationer som en gammal tradition, och kompletterar regelverket genom att beskriva att biskopen under visitationen träffar både församlingens anställda, förtroendevalda och medlemmar för att samtala om församlingens verksamhet, prioriteringar och förvaltning. Utöver själva granskningen är det också vanligt förekommande att biskopen besöker skolor, arbetsplatser, församlingens samarbetspartners samt förrättar en gudstjänst i samband med biskopsvisitationen. Det förekommer också högtidsarrangemang såsom middag eller liknande festligheter.

## Svenska kyrkan
Biskopsvisitationen är ett av forumen för en biskop inom Svenska kyrkan att utöva tillsyn över församlingarna i och vissa andra kyrkliga sammanslutningar. En person som utför visitation kallas visitator.
Biskopen, som är ett självständigt organ, är ansvarig för att alla präster och diakoner i stiftet följer sina vigningslöften och att all verksamhet som församlingarna bedriver följer Svenska kyrkans tro och lära. Biskopen utövar sitt ansvar genom tillsyn och ledning och till sin hjälp har biskopen ofta en stiftsadjunkt (biskopens adjunkt) och kontraktsprostarna i stiftet.
Biskopsvisitationer görs kontraktsvis och genomförs regelbundet med ett antal år emellan. Visitationen är alltid föranmäld på ett tidigt stadium. Biskopsvisitationen utgår ifrån församlingsinstruktionen för respektive församling och brukar börja med att kyrkoherden och alla församlingens anställda som arbetar med församlingsverksamhet får skriftligt svara på ett antal frågor. Sedan besöker biskopen, biskopens adjunkt och kontraktsprosten församlingen för att tillsammans med kyrkoherden och de andra anställda i församlingen samtala kring svaren på frågorna. Ofta deltar även representanter för de till Svenska kyrkan knutna ideella föreningarna (till exempel lekmannaföreningar, syföreningar, körer och Svenska Kyrkans Unga). 
Under samtalet för biskopens adjunkt protokoll som sedan alla parter får ta del av. Församlingen och biskopen arkiverar visitationsprotokollen, vilket möjliggör en tillbakablick i församlingsverksamhetens utveckling genom åren. Efter samtalet som ofta pågår under ett par timmar en kväll, firar man gudstjänst tillsammans. Biskopsvisitationen kan även föregås av att kontraktsprosten träffar kyrkoherden och de anställda ett par gånger för att samtala om ämnen som rör församlingsverksamheten.
Innan församlingen har en församlingsinstruktion att arbeta utifrån, gäller prästernas tjänstgöringsföreskrifter som underlag för biskopens visitation.